# Johnstown (hrabstwo Polk)
Johnstown – miasto w Stanach Zjednoczonych, w stanie Wisconsin, w hrabstwie Polk.